# Marea Adunare Națională
Marea Adunare Națională a fost organismul legislativ unicameral al Republicii Populare Române și al Republicii Socialiste România în perioada 1947-1989. Organul suprem al puterii din stat a avut sediul în Palatul Marii Adunări Naționale (Palatul Camerei Deputaților - după evenimentele din 1989 până în 1997, sediul Camerei Deputaților, din 1997 Palatul Patriarhiei).

## Istoria

### Între 30 decembrie 1947- 13 aprilie 1948
MAN a fost condusă de un Prezidiu.

### Între 1948-1965
Constituția Republicii Populare Române, publicată în Monitorul Oficial Nr. 87 bis din 13 aprilie 1948, prevedea în Capitolul 3:
Art. 22. 
Organul suprem al puterii de stat a Republicii Populare Române este Marea Adunare Națională a Republicii Populare Române. 
Art. 23. 
Marea Adunare Națională este unicul organ legiuitor al Republicii Populare Române. 
Art. 24. 
Marea Adunare Națională are în competența sa directă: 
a) alegerea Prezidiului Marii Adunări Naționale a Republicii Populare Române;
b) formarea Guvernului Republicii Populare Române;
c) modificarea Constituției;
d) chestiunile războiului și ale păcii;
e) stabilirea planurilor economiei naționale;
f) aprobarea bugetului de stat, a încheierii exercițiilor bugetare și stabilirea impozitelor și veniturilor destinate bugetului statului;
g) stabilirea numărului de ministere, denumirea, contopirea și desființarea de ministere;
h) modificarea împărțirii pe regiuni a teritoriului Republicii Populare Române;
i) acordarea amnistiei;
j) controlul general asupra aplicării Constituției.
Art. 25. 
Marea Adunare Națională este aleasă de către oamenii muncii, cetățeni ai Republicii Populare Române, pe circumscripții electorale, câte un deputat la 40.000 locuitori. 
Marea Adunare Națională se alege pe timp de 4 ani. 
Art. 26. 
O lege se socotește adoptată dacă e votată de majoritatea simplă a Marii Adunări Naționale.

### Între 1965-1989
Constituția Republicii Socialiste România din 1965 prevedea următoarele:
Art. 4. Deținător suveran al puterii, poporul o exercită prin Marea Adunare Națională și prin consiliile populare, organe alese prin vot universal, egal, direct și secret. Marea Adunare Națională și consiliile populare constituie baza întregului sistem de organe ale statului. Marea Adunare Națională este organul suprem al puterii de stat, sub conducerea si controlul căruia își desfășoară activitatea toate celelalte organe ale statului.
Art. 25. Cetățenii Republicii Socialiste România au dreptul de a alege și de a fi aleși în Marea Adunare Națională și în consiliile populare. Votul este universal, egal, direct și secret. Au drept de vot toți cetățenii care au împlinit vârsta de 18 ani. Cetățenii cu drept de vot care au împlinit vârsta de 23 de ani pot fi aleși deputați în Marea Adunare Națională și în consiliile populare. ....
TITLUL III ORGANELE SUPREME ALE PUTERII DE STAT
Marea Adunare Națională
Art. 42. Marea Adunare Națională, organul suprem al puterii de stat, este unicul organ legiuitor al Republicii Socialiste România.
Art. 43. Marea Adunare Națională are următoarele atribuții principale:

1. Adoptă și modifică Constituția Republicii Socialiste România; 

2. Reglementează sistemul electoral; 

3. Hotărăște consultarea poporului, prin referendum, asupra măsurilor de importanță deosebită care privesc interese supreme ale țării;  

4. Adoptă planul național unic de dezvoltare economico-socială, bugetul de stat și contul general de încheiere a exercițiului bugetar;  

5. Organizează Consiliul de Miniștri; stabilește normele generale de organizare și funcționare a ministerelor și celorlalte organe centrale de stat;  

6. Reglementează organizarea judecătorească și a Procuraturii;  

7. Stabilește normele de organizare și funcționare a consiliilor populare;  

8. Stabilește organizarea administrativă a teritoriului;  

9. Acordă amnistia;  

10. Ratifică și denunță tratatele internaționale care implică modificarea legilor;  

11. Alege și revocă pe Președintele Republicii Socialiste România; 
 
12. Alege și revocă Consiliul de Stat;  

13. Alege și revocă Consiliul de Miniștri;  

14. Alege și revocă Tribunalul Suprem și procurorul general;  

15. Exercită controlul general al aplicării Constituției. Numai Marea Adunare Națională hotărăște asupra constituționalității legilor;  

16. Controlează activitatea Președintelui Republicii Socialiste România și a Consiliului de Stat;  

17. Controlează activitatea Consiliului de Miniștri, a ministerelor și a celorlalte organe centrale ale administrației de stat;  

18. Ascultă dări de seamă cu privire la activitatea Tribunalului Suprem și controlează deciziile sale de îndrumare;  

19. Controlează activitatea Procuraturii;  

20. Exercită controlul general asupra activității consiliilor populare;  

21. Stabilește linia generală a politicii externe;  

22. Proclamă, în interesul apărării țării, a ordinii publice sau a securității statului, starea de necesitate, în unele localități sau pe întreg teritoriul țării;  

23. Declară mobilizarea parțială sau generală;  

24. Declară starea de război. Starea de război poate fi declarată numai în cazul unei agresiuni armate împotriva Republicii Socialiste România sau împotriva unui alt stat față de care Republica Socialista România are obligații de apărare mutuală asumate prin tratate internaționale, dacă s-a produs situația pentru care obligația de declarare a stării de război este statornicită. 

#### Deputați în Marea Adunare Națională
- La alegerile legislative din 9 martie 1975 s-au înscris 488 de candidați pentru cele 349 de mandate, iar FUS a obținut 98,80%.[1]
- La alegerile din 9 martie 1980 s-au înscris 598 de candidați, iar numărul celor aleși s-a ridicat la 369, FDUS	înregistrând 99,99%.[1]
- La ultimele alegeri pentru MAN, din 15 martie 1985, au fost 594 de candidați pentru 369 de locuri, iar FDUS a obținut un rezultat de 97,70% din voturi.[1]

## Conducerea Marii Adunări Naționale
De-a lungul timpului, Prezidiul MAN a fost condus de următorii politicieni (președinte sau vicepreședinți):
- 30 decembrie 1947 - 13 aprilie 1948: Constantin I. Parhon (președinte); Ștefan Voitec, Gheorghe Stere, Ion Niculi și Mihail Sadoveanu (vicepreședinți)
- 13 aprilie 1948 - 2 iunie 1952: Constantin I. Parhon (președinte)
- 2 iunie 1952 - 7 ianuarie 1958: Petru Groza (președinte)
- 7-11 ianuarie 1958: Mihail Sadoveanu și Anton Moisescu (vicepreședinți)
- 11 ianuarie 1958 - 21 martie 1961: Ion Gheorghe Maurer (președinte)
- 21 martie 1961 - martie 1974: Ștefan Voitec (președinte)
- martie 1974 - 18 iulie 1974: Miron Constantinescu (președinte)
- 26 iulie 1974 - 22 decembrie 1989: Nicolae Giosan (președinte)